# 湯口聖子
湯口 聖子（ゆぐち せいこ）は、日本の漫画家。女性。
以前は主に秋田書店の少女漫画誌『ボニータ』を中心に活動していたが現在は宙出版の雑誌『教科書は教えてくれないグリム童話』等で執筆している。代表作は日本の歴史を題材にした『夢語りシリーズ』。倉本由布の小説の挿絵も行っている。

## 作品リスト

### 漫画作品
- 『ブルーベリー白書』 秋田書店 ボニータコミックス
- 『おとめの時代』 秋田書店 ボニータコミックス
- 『ぼくらのアメージング』 秋田書店 ボニータコミックス
- 『風が運んだ詩』 秋田書店 ボニータコミックス
- 『夢語り』（夢語りシリーズ） 秋田書店 ボニータコミックス
- 『月のほのほ』（夢語りシリーズ） 秋田書店 ボニータコミックス
- 『夕凪の譜』（夢語りシリーズ） 秋田書店 ボニータコミックス
- 『六月の子守歌』（夢語りシリーズ） 秋田書店 ボニータコミックス
- 『風の墓標』（夢語りシリーズ） 秋田書店 ボニータコミックス
- 『砂の鏡』（夢語りシリーズ） 秋田書店 ボニータコミックス
- 『天翔る星』（夢語りシリーズ） 秋田書店 ボニータコミックス
- 『明日菜の恋歌』（夢語りシリーズ） 秋田書店 ボニータコミックス

### 挿絵（小説イラスト）
- 『夢鏡(ゆめのすがたみ）―義高と大姫のものがたり』（著者：倉本由布） 集英社 コバルト文庫
- 『雪の系譜―竹御所・鞠子』（著者：倉本由布） 集英社 コバルト文庫
- 『海に眠る―義高と大姫』（著者：倉本由布） 集英社 コバルト文庫
- 『空耳の恋唄―頼家私伝』（著者：倉本由布） 集英社 コバルト文庫
- 『千の夢を見る―義経転生幻想記』（著者：倉本由布） 集英社 コバルト文庫
- 『華焔―義経の妻』（著者：倉本由布） 集英社 コバルト文庫
- 『十三夜心中―建暦初恋始末』（著者：倉本由布） 集英社 コバルト文庫
- 『月の輪廻―皿屋敷ものがたり』（著者：倉本由布） 集英社 コバルト文庫